# Tegalinggah
Tegalinggah is een bestuurslaag in het regentschap Tabanan van de provincie Bali, Indonesië. Tegalinggah telt 1255 inwoners (volkstelling 2010).